# Grevillea brachystylis
Grevillea brachystylis är en tvåhjärtbladig växtart. Grevillea brachystylis ingår i släktet Grevillea och familjen Proteaceae.

## Underarter
Arten delas in i följande underarter:
- G. b. australis
- G. b. brachystylis
- G. b. grandis